# Gerald Finzi
Gerald Raphael Finzi (født 14. juli 1901, død 27. september 1956) var en engelsk komponist.
Han komponerede 40 opusnumre inden for alle genrer, dog med en vis overvægt af vokalmusik. Hans mest kendte værker er sangkredsen Dies natalis (1926-39) for sopran, tenor og strygere, og hans koncert for cello og orkester, hører til  blandt de betydningsfulde kompositioner i engelsk musik. 